# Leon M. Lion
Leon M. Lion (12 de março de 1879 – 28 de março de 1947) foi um ator de teatro e cinema britânico.

## Filmografia selecionada
- The Woman Who Was Nothing (1915)
- Hard Times (1915)
- The Chinese Puzzle (1919)
- Number Seventeen (1932)
- The Chinese Puzzle (1932)
- The Amazing Quest of Ernest Bliss (1936)
- Strange Boarders (1938)
- Crackerjack (1938)